# Leon Merian
Leon Merian (* 17. September 1923 in Braintree, Massachusetts; † 15. August 2007 in Sarasota) war ein US-amerikanischer Jazzmusiker (Trompete).

## Leben und Wirken
Merian begann sich mit zehn Jahren für Musik zu begeistern, nachdem er mit seiner Mutter ein Konzert des Boston Symphony Orchestra besucht hatte. Danach lernte er Trompete und trat mit 16 Jahren in lokalen Clubs auf. Ab Mitte der 1940er-Jahre arbeitete er dann in der New Yorker Jazzszene; erste Aufnahmen entstanden 1946 mit dem Orchester von Lucky Millinder, bei dem er bis 1955 spielte. Außerdem wirkte er bei Aufnahmen von Jimmy Mundy, Bernie Mann, Pete Rugolo, Specs Powell, George Siravo, Tito Puente, Bull Moose Jackson und Boyd Raeburn mit. 1957 nahm er mit einer Studioband (u. a. Romeo Penque, Al Duffy, Bill Pemberton und Panama Francis) unter eigenem Namen für Decca Records das Album The Magic Horn auf; in den frühen 1960er-Jahren folgten noch für das Label Seeco die Produktionen This Time the Swing'o on Me (mit Derek Smith, Perry Lopez, Clyde Lombardi, Earl Zindars) und Fiorello, mit Derek Smit, Lloyd Trotman und Bill Lavorgna. Im Bereich des Jazz war er zwischen 1946 und 1961 an 22 Aufnahmesessions beteiligt.  Merian schrieb das Lehrbuch Trumpet Isometrics und die Autobiographie The Man Behind the Horn (2000).
Bereits Mitte der 1950er-Jahre strebte Merian eine Laufbahn als Sprachenlehrer an. Er studierte Französisch an der Pariser Sorbonne und an der Columbia University. 1961 erwarb er den Bachelor, 1963 den Masterabschluss. Anschließend unterrichtete er an der New Rochelle High School in New York und am Endicott College in Beverly, bis er 1982 pensioniert wurde und sich wieder vermehrt der Musik zuwandte.